# Galumna antalata
Galumna antalata är en kvalsterart som beskrevs av Banks 1916. Galumna antalata ingår i släktet Galumna och familjen Galumnidae. Inga underarter finns listade i Catalogue of Life.